# Тайпан континентальний
Тайпан континентальний (Oxyuranus microlepidotus) — отруйна змія з роду Тайпан родини аспідові. Інші назви — «пустельний тайпан», «тайпан МакКоя», «жорстока змія».

## Опис
Загальна довжина досягає 1,8—2,5 м. Тонка граціозна змія з гладенькою лускою, великими темними очима. Голова витягнута, стиснута з боків передня частина тонка, задня частина тулуба та хвіст широкі та товсті. Каптура немає. Забарвлення коричневого або оливкового кольору, іноді з розрізненими чорними плямами на голові або з одноколірною коричневою головою.

## Спосіб життя
Полюбляє сухі та трав'янисті рівнини, напівпустелі. Активний вночі. Харчується дрібними ссавцями. При тривозі або небезпеці піднімає передню частину тулуба.
Це яйцекладна змія. Самиця відкладає від 12 до 24 яєць.

## Отруйність
Отрута має надзвичайну потужність. Наділена нейротоксичною властивістю. Одна доза (від 44 до 110 мг) отрути здатна вбити 100 осіб. Втім нещасні випадки рідкісні з огляду на спокійну вдачу цієї змії.

## Розповсюдження
Мешкає у центральній Австралії.